# 興亜会
興亜会（こうあかい）は、1880年（明治13年）に日本で最初に設立されたアジア主義の総合機関。日本におけるアジア主義（興亜主義）の原点であり、源流である。

## 年表
- 1878年（明治11年） - 大久保利通起草、海軍中尉・曽根俊虎により「振亜会」が発足。
- 1880年（明治13年） - 「興亜会」が発足。
- 1883年（明治16年） - 「亜細亜協会」に改名。
- 1900年（明治33年） - 「東亜同文会」に吸収合併。

## 歴史

### 発足の経緯
1874年（明治7年）の台湾出兵の際の天津条約交渉に参加した大久保利通は、李鴻章から「日本、支那、朝鮮等東洋の団結」を目的として相互に語学校を開設することを約束していた。これに随行していた支那通の曽根俊虎は、「振亜社」を興して、支那学・支那語を講じた。その後、イリ事件に端を発するロシアのアジア進出による緊張と琉球処分に端を発した日中両国による対立など東アジアは緊迫した状況となり、欧米に対してアジアを振興するため、外務省大書記官の渡辺洪基が中心となって、長岡護美（外務省御用掛）を会長に、渡辺は副会長として、幹事に曽根俊虎、金子弥兵衛（南部藩士）、草間時福（朝野新聞記者）、宮崎駿児（幕臣）、佐藤暢（薩摩藩士）を幹部として発足。いわゆる非薩長藩閥出身の自由民権運動者や佐幕派と連携していた。会の発会式には清国駐日公使の何如璋の代理が出席し、当時の日本の名だたる名士や学者が参加。アジアの興起、欧米との対等・凌駕を志向する団体として君臨した。興亜会支那語学校の開設、広報誌『亜細亜会報告』の編集発行、海外情報通信員の育成、朝鮮使節団や親睦会開催、漢詩の献酬、『会余録』の発行など多岐に及んだ。東京本会の事務所は西久保巴町天徳寺に置かれ、創立時会員は77人（創立会員53人、同盟会員24人） であったが、その直後には155人（創立98人、同盟57人） に急増し、1880年7月30日には117人（創立70人、同盟47人） となった。大坂、神戸、福岡に支部が置かれ、将来は朝鮮、支那に支部設置が計画されていた。基本的には、日本が不平等条約下おかれていた時期の国権の回復と伸張を求めたナショナリズムであると分析されている。

### 朝鮮独立運動
江華島事件をきっかけにして朝鮮の開化派リーダーの動きが活発となり、当時顧問的な役割を務めていた福澤諭吉の下を訪れた兪吉濬、金玉均、朴泳孝、徐載弼らも会に参加。1881年（明治14年）には慶應義塾に亡命してきたこれら朝鮮のリーダーたちとの連携も密になり、『漢城旬報』の新聞発行協力、更には長じて中村正直も援助に奔走した。1882年（明治15年）に壬午事変が起こると、学業を中断して帰国。興亜会から朝鮮へ工作員を送り込むことも計画されていた。1884年（明治17年）12月4日に勃発した甲申政変によるクーデターが失敗に終わると、福澤が創立した『時事新報』は1885年（明治18年）3月16日号に社説『脱亜論』を掲載した。これ以降は頭山満の玄洋社の活動など『征韓論』的な対外強硬論が目立つようになり、これ以後の日本におけるアジア主義の定義は、元来の「清国との対等提携志向性・朝鮮対等志向性重視」のものと完全に反対のものになった。なお福澤は、荒尾精が『日清貿易研究所』（後の東亜同文書院大学）を開設するにあたって弟子の猪飼麻次郎を塾頭に推薦し、就任させている。

### 甲申政変
1884年（明治17年）12月に発生した甲申政変を機に、日本国内では清国討伐を叫ぶ対清開戦論が、民衆だけでなく民権論者にも広がったが、亜細亜協会第二年会の議員選挙では、日本と清国との非戦論を唱えた末広鉄腸が、選出議員24名のうち、三番目の得票数で当選している。亜細亜協会の会員の中で、末広の主張が支持されていたことを示しており、この時期の亜細亜協会は、対清開戦に反対の立場であった。

### 活動

#### 振亜社
草間時福によると、振亜社は曾根俊虎が金子弥兵衛、宮島誠一郎、鉅鹿赫太郎らと協力して生まれた支那語学校というが、内実はほとんど分かっていない。大陸での情報収集等の任務を遂行していた曾根俊虎は、帰国直後に天皇の謁見を受け、『清国近世乱誌』『諸砲台図』を献納して、褒辞を受けた。日本側からの大陸浪人の支援には、北沢正誠・小牧昌業・岡本監輔・岡鹿門（千仞）らが熱心であり、高崎藩主の大河内輝声や黄遵憲とも結びながら、のちにこれらは興亜会の重要メンバーとして登場してくる。他に南部藩の東政図（南部次郎）、前田謙吉が関わった。福沢諭吉と門下生が熱心だった壬午事変・甲申政変に関与し、1884年（明治17年）8月には清仏戦争に乗じて派遣された陸軍の福島安正、小島正保、小沢徳平、小沢豁郎、青木宣純らが支那の地下組織「哥老会」を利用して起こそうとした革命（福州事件）にも曽根は外交官としての立場から関与した。しかしながら伊藤博文など明治政府からは敵対視され、曽根は拘禁の身となった。同じような性質を持った浪人団体では、ロシア・ウラジオストクで革命運動に従事していた内田甲（良平）が「黒龍会」を設立している。

#### 初期
興亜会の支部は、設立後一年以内に貿易港をもつ都市に結成され、日本全国に400人の会員を持つに至った。渡辺洪基が中心となって組織した万年会と東京地学協会がすでに活動していた影響が大きい。創立時の会員には中上川彦次郎、由利公正、津田仙、北沢正誠、花房義質、大鳥圭介などの非藩閥の政府役人や旧幕臣が集い、末広鉄腸が論説を務めた『朝野新聞』 の読者を通して興亜主義の支持・支援者は、東京を中心にして全国各地の豪農、商工業者、知識人、中堅役人のなかに幅広く存在していた。清国人会員は、清国の初代駐日公使の何如璋、第二代駐日公使の黎庶昌、駐日公使館員や貿易商の王暢斎、香港発行の『循環日報』社主・王韜など26人が会員となった。しかし、日本は1874年（明治7年）に琉球島民保護に名を借りて台湾出兵をし、1879年（明治12年）に軍隊を派遣して琉球島を領有したので、華夷秩序の破壊をもたらす恐れがあると日本への警戒感ももっていた。このように、かれらは欧米のアジア侵出への危機感は日本と共有していたので興亜主義には共感をもちながらも、興亜会の唱える興亜主義にはある種の警戒感をもっていたようである。1881年（明治14年）、宮内省から下賜金千円が贈られる。北白川宮、小松宮ら皇族も同時に入会してきた。「亜細亜協会」に改名時期の「姓名録」によると、品川弥二郎、桂太郎、牧野伸顕、原敬、清浦奎吾らの名前が見える。

#### 中期
1882年（明治15年）8月、朝鮮における政変と反日感情が結びつき、壬午事変が発生し、日清間の外交的対立がうまれたとき、『興亜会報告』には対立を将来の提携強化の教訓としようと説く論説は載せられたが、対立の原因をさぐるものは載せられなかった。日清対立状況のなかで、会報にはその打開策を通商貿易の振興に求め始める。大倉組、三菱商会などの通商貿易業者も実業貿易振興の関点から、政府間のアジア提携とくに清国との提携を望む論説を寄せ、吾妻兵治や『朝野新聞』もこれに続いた。1884年（明治17年）12月4日に甲申政変が起こり、金玉均ら親日派の独立党が工作したクーデターは、日本公使館と日本人壮士の支援を受けたにもかかわらず、朝鮮に出兵してきた清国軍の反撃に合い、3日で失敗した。日本国内では清を討伐すべしとする開戦論が、民権論者も巻き込んで大きなうねりとなった。開戦を強固に支持した『時事新報』は壮士などから激励された。非戦論の論陣を張った『朝野新聞』は民衆から激しく糾弾された。更には『自由新聞』を始めとする民権派も朝鮮進出を主張するように成っていった。このような状況の中、亜細亜協会では日清両国の平和関係形成にむけて開戦反対の立場に立ち、選挙では末広鉄腸を幹部に選出した。しかし、日清関係の悪化は会活動に影響を及ぼし、活動の停滞・不振・低調が顕著となった。しかし、宮島誠一郎、渡辺洪基、勝海舟などが戦争に批判的な立場を取り、日清開戦直前においても、日清の平和関係を指向する世論は一定数存在していた。

#### 後期
1900年（明治33年）に亜細亜協会は、1898年（明治31年）に近衛篤麿が創設した東亜同文会に吸収され、亜細亜協会の長岡護美、花房義質、渡辺洪基は東亜同文会の評議員に就任した。東亜同文会はその趣意書に「支那保全」を掲げているが、日清戦争を契機にしたこれ以降の団体は、興亜会とは質的に別のアジア主義団体となった。また、吾妻兵治は日中朝三国の対等提携を志向し、日清戦争後の1899年（明治32年）、岡本監輔と善隣講書館を設立し、和書や洋書を漢訳出版し清国へ輸出して文化交流を計画し実行している。

## 組織

### 会長・副会長
- 長岡護美（第一代、第五代）
- 渡辺洪基（第一代、第二代、第五代）
- 伊達宗城（第二代）
- 副島種臣（第三代）
- 本田親雄（第三代）
- 榎本武揚（第四代）
- 中牟田倉之助（第四代）
- 花房義質（第四代）

### 幹事
- 曽根俊虎（海軍中尉）
- 金子弥兵衛（南部藩士）
- 草間時福（朝野新聞記者）
- 宮崎駿児（幕臣）
- 佐藤暢（薩摩藩士）
- 末広鉄腸（朝野新聞主任）

### 顧問
- 福澤諭吉（幕臣）
- 勝海舟（幕臣）
- 李経芳（駐日公使）
- 宮島誠一郎（米沢藩士）
- 石川鴻斎（詩文家）
- 大河内輝声（高崎藩主）

### 会員
- 北白川宮能久親王（皇族）
- 小松宮彰仁親王（皇族）
- 伏見宮貞愛親王（皇族）
- 松平忠礼（上田藩主）
- 塚本明毅（数学者）
- 鍋島直大（佐賀藩主）
- 柳原前光（元老院議官）
- 前田献吉（外務省）
- 竹添進一郎（熊本藩士）
- 東次郎（外務省）
- 品川忠道（上海領事）
- 近藤真鋤（外交官）
- 林清康（海軍）
- 仁礼景範（海軍）
- 伊藤雋吉（海軍）
- 小見源職（支那語学校）
- 仁禮敬之（支那語学校）
- 山吉盛義（支那語学校）
- 成島柳北（民権運動家）
- 高橋基一（朝野新聞記者）
- 中村正直（同人社塾長）
- 重野安繹（漢学者）
- 広部精（漢学者）
- 岡本監輔（漢学者）
- 小幡篤次郎（慶應義塾長）
- 三島中洲（三島毅、二松学舎創立者）
- 岸田吟香（大陸浪人）
- 仮名垣魯文（戯作者）
- 吾妻兵治（同人社同人）
- 中島雄（同人社同人）
- 五代友厚（貿易商）
- 岩崎弥之助（三菱商会総裁）
- 江南哲夫（三菱商会幹部）
- 大倉喜八郎（大倉組総裁）
- 笠野吉次郎（貿易商）
- 渥美契緑（東本願寺系仏教者）
- 大谷勝尊（東本願寺系仏教者）
- 奥村円心（東本願寺系仏教者）
- 島地黙雷（東本願寺系仏教者）
- 谷干城（陸軍）
- 鳥尾小弥太（陸軍）
- 加藤政之助（大坂商法会議所幹部）
- 桐原捨三（大坂商法会議所幹部）
- 吉田正夏（官吏）
- 中上川彦次郎（三井財閥幹部）
- 朝吹英二（三井財閥幹部）
- 大鳥圭介（幕臣）
- 由利公正（福井藩士）
- 津田仙（教育者）
- 北澤正誠（外務省）
- 小松原英太郎（外務省）
- 伊東祐麿（海軍中将）
- 赤松則良（海軍中将）
- 小島忠里（民権論者）
- 森岡昌純（兵庫県令）
- 大久保利昭（大久保利通の養子）
- 板垣政徳（南部藩士）
- 森下岩楠（東京興信所長）
- 山吉盛典（米沢藩士、福島県権令）
- 吉田晩稼（陸軍大尉）
- 黒岡帯刀（海軍中将）
- 丸山孝一郎（海軍法務官）
- 小牧昌業（薩摩藩士、貴族院議員）
- 高橋新吉（大坂税関長）
- 原保太郎（兵庫県庁職員）
- 山本亀太郎（貿易業者）
- 本山彦一（民権論者）
- 田鎖綱紀（民権論者）
- 野村莠（福岡日日新聞編集長）
- 渡辺清（福岡県令）
- 杉本懶雲（福岡県庁職員）
- 武藤平学（福岡県庁職員）
- 奈須均（福岡県庁職員）
- 熊谷又七（福岡県庁職員）
- 古野徳三郎（印刷業者）
- 牟田口重蔵（印刷業者）
- 梅田義信（横浜市長）
- 海賀直常（初代警守課長兼興業課長）
- 江口駒之助（天津在住）
- 石黒磐（ジャーナリスト）
- 小森沢長政（海軍文官）
- 林正明（ジャーナリスト）
- 青山延寿（旧水戸藩士）
- 加藤桜老（旧水戸藩士）
- 森春濤（漢詩人）
- 小田切万寿之助（清国領事）
- 福本誠（ジャーナリスト）
- 鷲津毅堂（漢学者）
- 依田学海（漢学者）
- 船津辰一郎（外交官）
- 松平正直（内務官僚）
- 宗方小太郎（ジャーナリスト）
- 柳本直太郎（名古屋市長）
- 永田一二（ジャーナリスト）
- 石川伍一（諜報活動家）
- 松平正信
- 亀谷省軒
- 増田岳陽
- 本多晋
- 矢口定親
- 田代離三
- 大草孝暢
- 廉澤鉄郎
- 恒屋盛服
- 鈴木慧淳
- 横山孫一郎
- 都築経二郎
- 朽木綱一
- 有馬純行
- 海賀直常
- 末広熊五郎
- 武藤平学
- 末弘直哉
- 矢野義徹（海軍軍医大監）
- 田代離三
- 星野重次郎
- 白岩竜平
- 増田貢
- 内邨綏所
- 山本梅崖
- 門田三郎兵衛
- 山本忠礼
- 徳丸作蔵
- 小越平陸
- 中西正樹
- 沢村繁太郎
- 中島真雄
- 緒方二三
- 井口忠次郎
- 勝木恒喜
- 大屋半一郎

### 海外
- 王韜（循環日報）
- 何如璋（清国初代駐日公使）
- 黎庶昌（第二代駐日公使）
- 金玉均（李氏朝鮮文官）
- 朴泳孝（李氏朝鮮文官）
- 黄遵憲（外交官）
- 康有為（政治家）
- 張滋昉（大学教員）
- 鄭観応（政治家）
- 鄭孝胥（満州国国務総理大臣）
- 姚錫光（政治家）
- 呉敬英
- 張彪
- 文廷式
- 江標
- 経元善
- 在康年
- 鄭孝青
- 羅雪谷
- 沈文熒
- 徐承祖
- 王治本
- 王藩清
- 王仁乾
- 張斯桂
- 金晩植
- 張徳澄
- 蓼錫恩
- 袁子壮
- 童星南
- 鄭永寧（外交官）
- 銭標
- 劉陳
- 方溶益
- 陳願
- 孫点
- 黄超曾
- 桃文棟
- 王琴仙
- 魚允中
- 陳訪仲
- 張審
- 志鈎
- 孫実甫